# Redleiten
Redleiten est une commune autrichienne du district de Vöcklabruck en Haute-Autriche.